# Zsolt Mastaleriu
Zsolt Mastaleriu (* 7. März 1989 in Gheorgheni) ist ein ehemaliger rumänischer Eishockeyspieler, der zuletzt bis 2016 beim Milton Keynes Thunder in der National Ice Hockey League, der dritthöchsten britischen Liga, spielte.

## Karriere

### Club
Zsolt Mastaleriu begann seine Karriere in der Jugendabteilung des Újpesti TE in ungarischen Hauptstadt Budapest. In der Spielzeit 2008/09 spielte er beim CS Progym Gheorgheni aus seiner Geburtsstadt in der multinationalen MOL Liga. Anschließend wechselte er nach Bukarest, wo er für den dortigen CSA Steaua zunächst in der rumänischen Liga und ab 2010 zwei Jahre in der MOL Liga auf dem Eis stand. Mit Steaua gewann er 2011 den Pokalwettbewerb. Von 2012 bis 2014 spielte er beim ASC Corona 2010 Brașov ebenfalls in der MOL Liga und der rumänischen Eishockeyliga und wurde mit dem Klub 2014 rumänischer Meister, nachdem er im Jahr zuvor mit dem Klub den Landespokal gewonnen hatte. 2014 wechselte er in die National Ice Hockey League, die dritthöchste britische Liga, zu den Oxford City Stars, die er bereits nach einem Jahr in Richtung des Ligarivalen Milton Keynes Thunder verließ. Dort beendete er 2016 seine Karriere.

### International
Mastaleriu spielte bereits im Juniorenbereich für Rumänien: Er nahm an den U18-Weltmeisterschaften 2005 und der U20-Weltmeisterschaft 2009 jeweils in der Division II teil.
Sein Debüt in der Herren-Nationalmannschaft gab Mastaleriu hingegen erst bei der Weltmeisterschaft 2014, als die Rumänen aus der Division I abstiegen. Im Folgejahr trat er dann in der Division II an, wo ihm mit seinem Team der sofortige Wiederaufstieg gelang.

## Erfolge
- 2011 Rumänischer Pokalsieger mit Steaua Bukarest
- 2013 Rumänischer Pokalsieger mit dem ASC Corona 2010 Brașov
- 2014 Rumänischer Meister mit dem ASC Corona 2010 Brașov
- 2015 Aufstieg in die Division I, Gruppe B, bei der Weltmeisterschaft der Division II, Gruppe A

## MOL-Liga-Statistik
(Stand: Ende der Saison 2013/14)